# Trang viên tại Bagieniec
Trang viên tại Bagieniec (tiếng Ba Lan: Dwór w Bagieńcu) được xây dựng vào thế kỷ XVI, tọa lạc ngôi làng Bagieniec .

## Vị trí
Trang viên nằm trong một ngôi làng ở Ba Lan, thuộc vùng Dolnośląskie Voivodeship, quận Świdnica, gmina Jaworzyna Śląska. (gmina là cơ quan hành chính tương đương cấp xã)

## Lịch sử
Trang viên là một cung điện trên đảo từ thế kỷ 16. Trong nửa sau của thế kỷ 16 trang viên trở thành một tòa lâu đài. Giữa Thế kỷ 18, trang viên được cho xây dựng lại, dựng nên các tòa nhà mang phong cách kiến trúc baroque. Lần tu bổ cuối cùng là vào đầu thế kỷ XX, lúc này tòa cung điện xây theo phong cách tân phục hưng. Hiện tại, cung điện gồm ba tầng, có tầng hầm, được tu bổ theo kế hoạch thường xuyên. Nguyên vật liệu xây dựng chủ yếu bằng gạch, các họa tiết trang trí bằng đá, và trần nhà được xây theo kiến trúc sườn mái hông. Không gian ngôi nhà nhỏ hơn 5 000 m³. Tượng đài nằm ở trung tâm làng Bagieniec, bao quanh bởi một hồ nước xưa từng là con hào. Có thể đến và tham quan trang viên khi du khách bước qua một cây cầu đá. Nhiều nhân vật nổi tiếng như Johann Wolfgang von Goethe và Friedrich Bogislav von Tauentzien đã từng ở lại ở lại cung điện . Ngôi nhà, công viên là một phần của quần thể cung điện.

## Một số hình ảnh

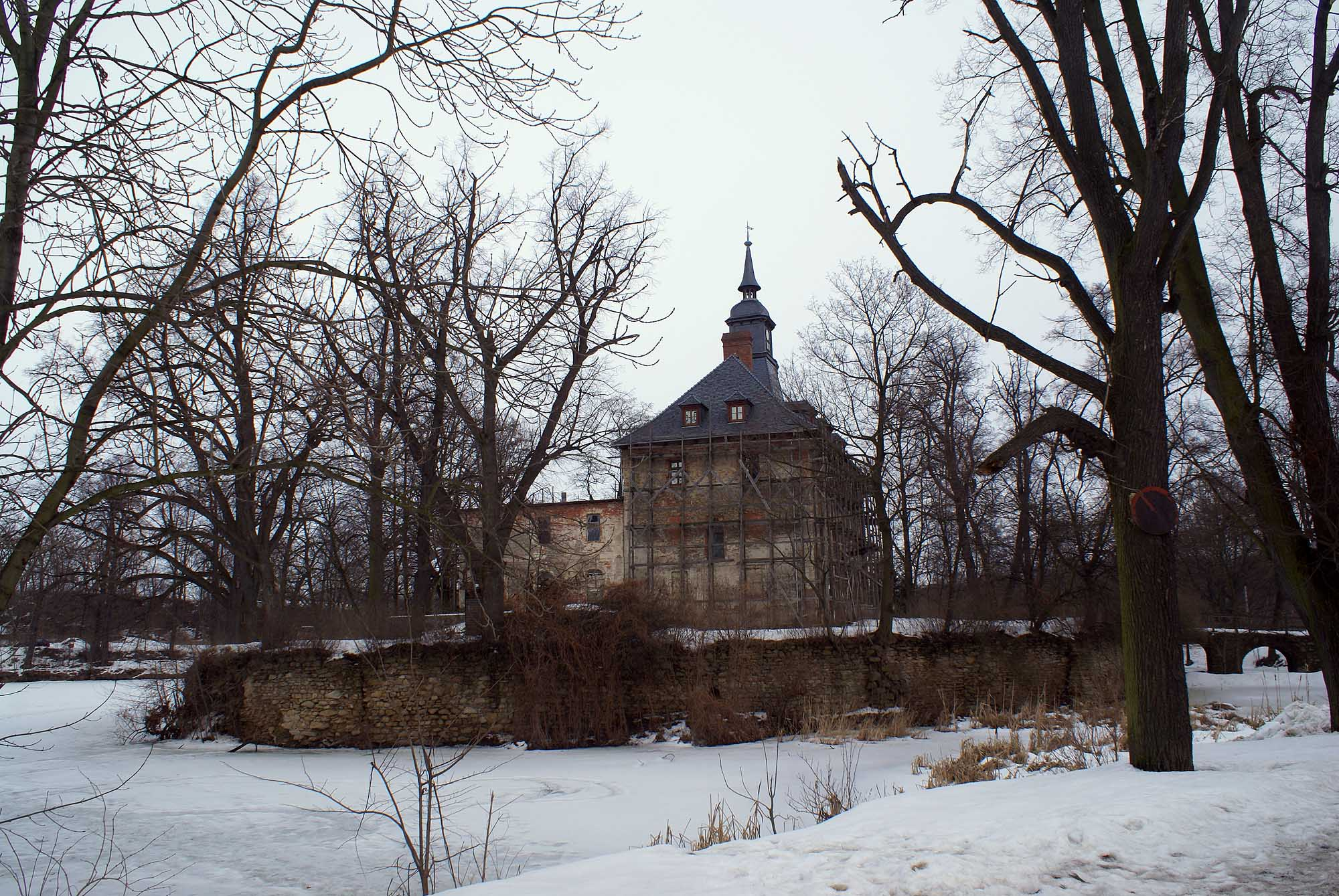
Cung điện trên đảo
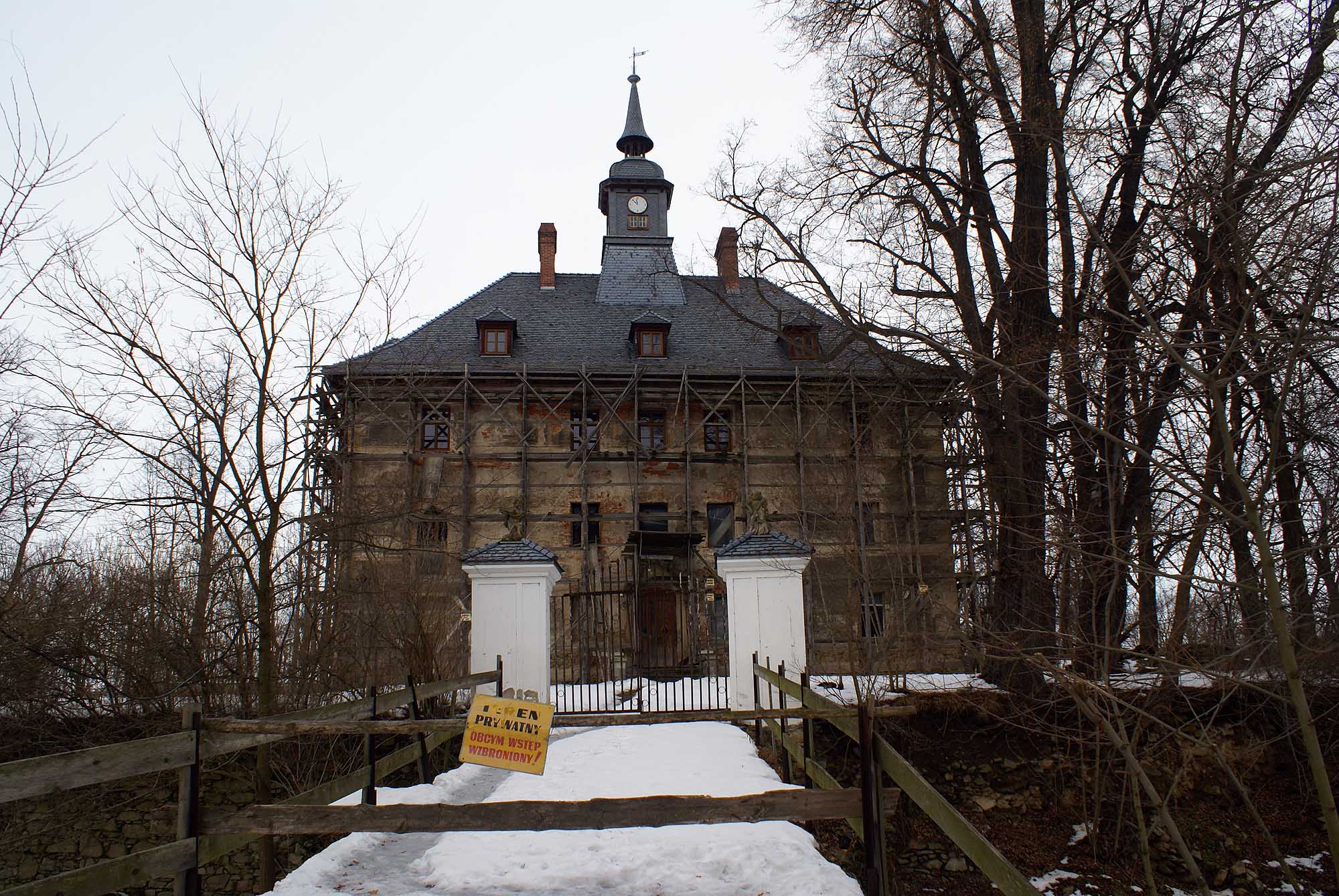
Cổng cung điện
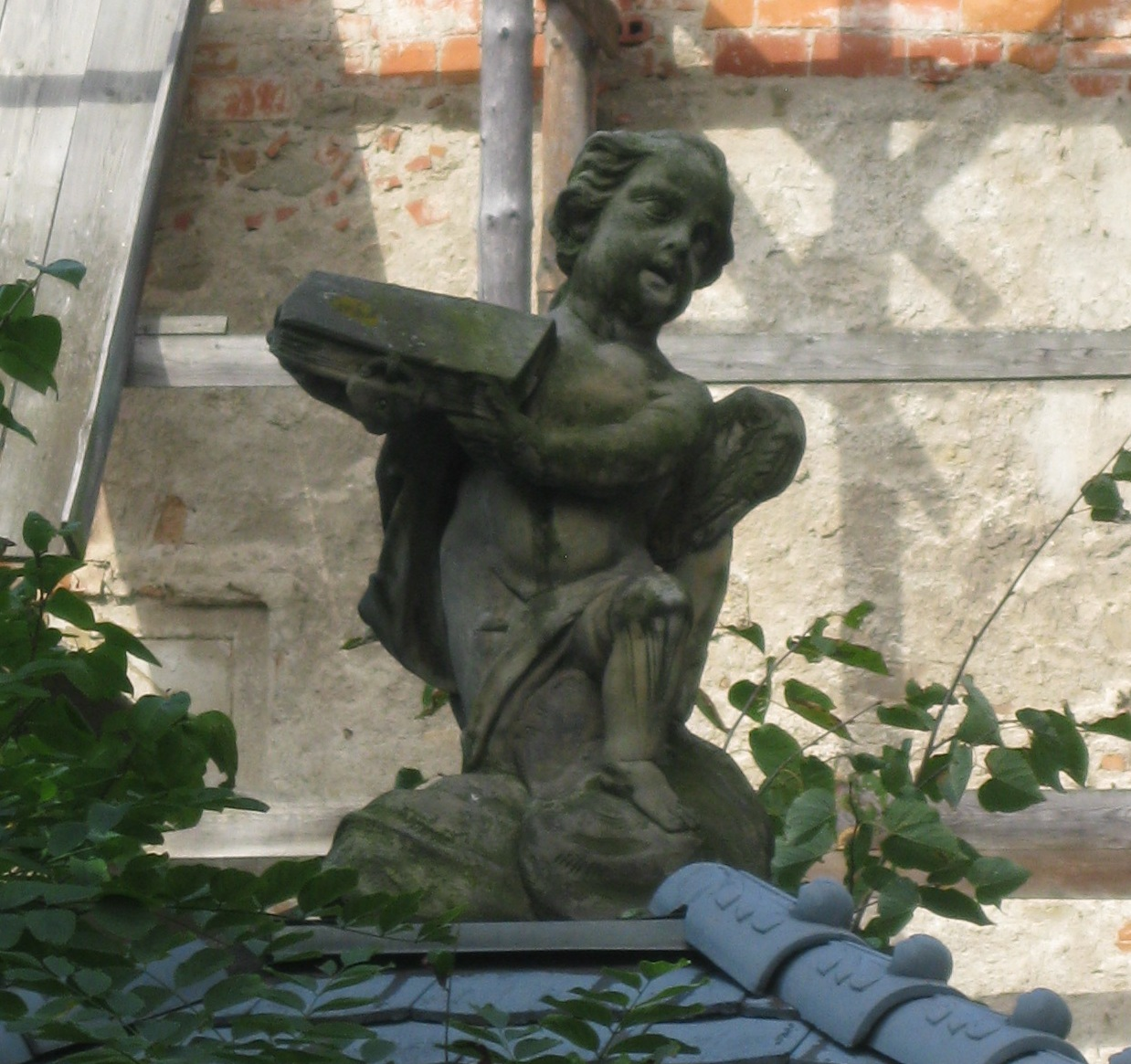
Một tác phẩm điêu khắc thiên thần bằng đá trang trí cổng
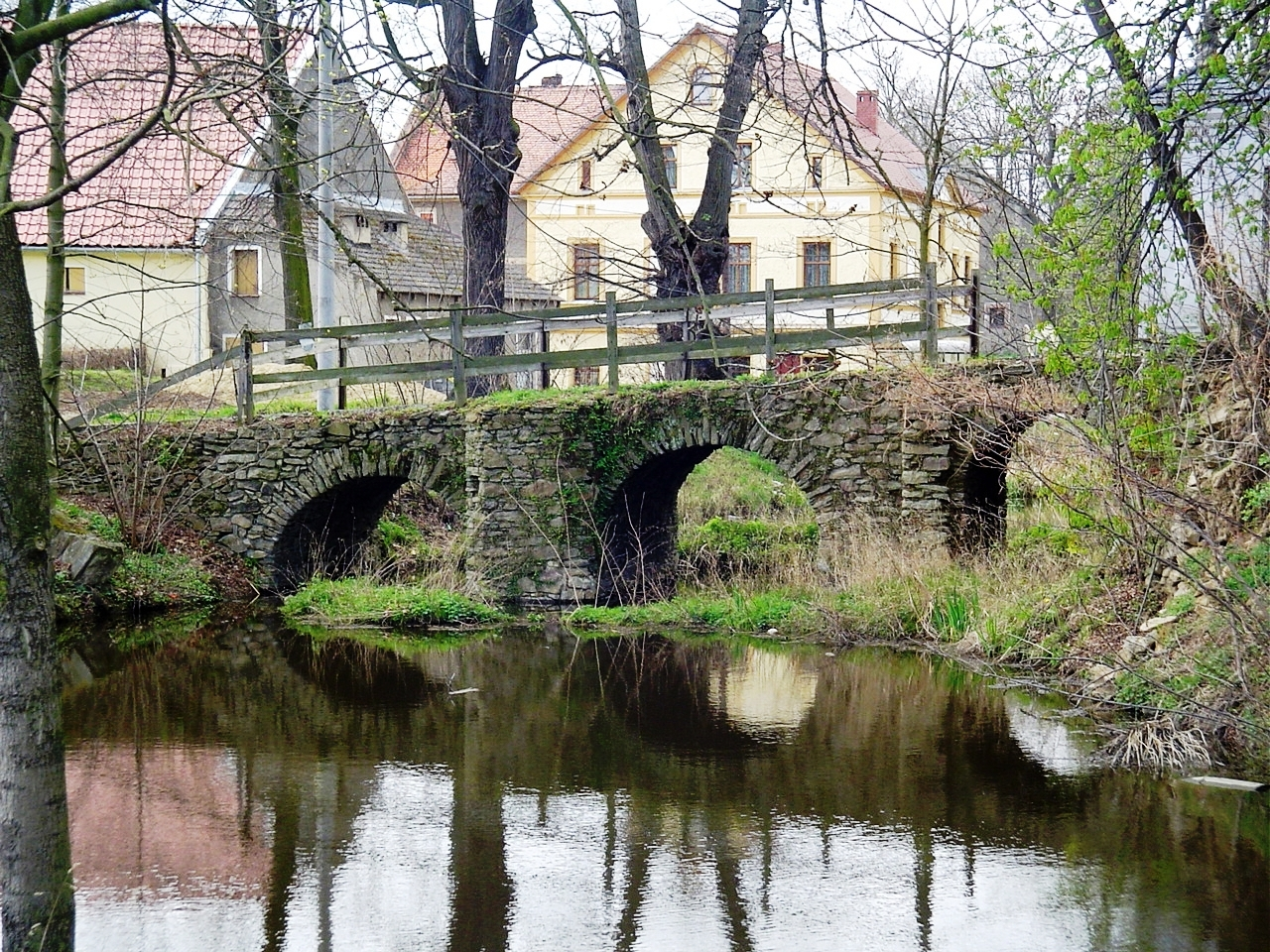
Cầu đá qua hào nước
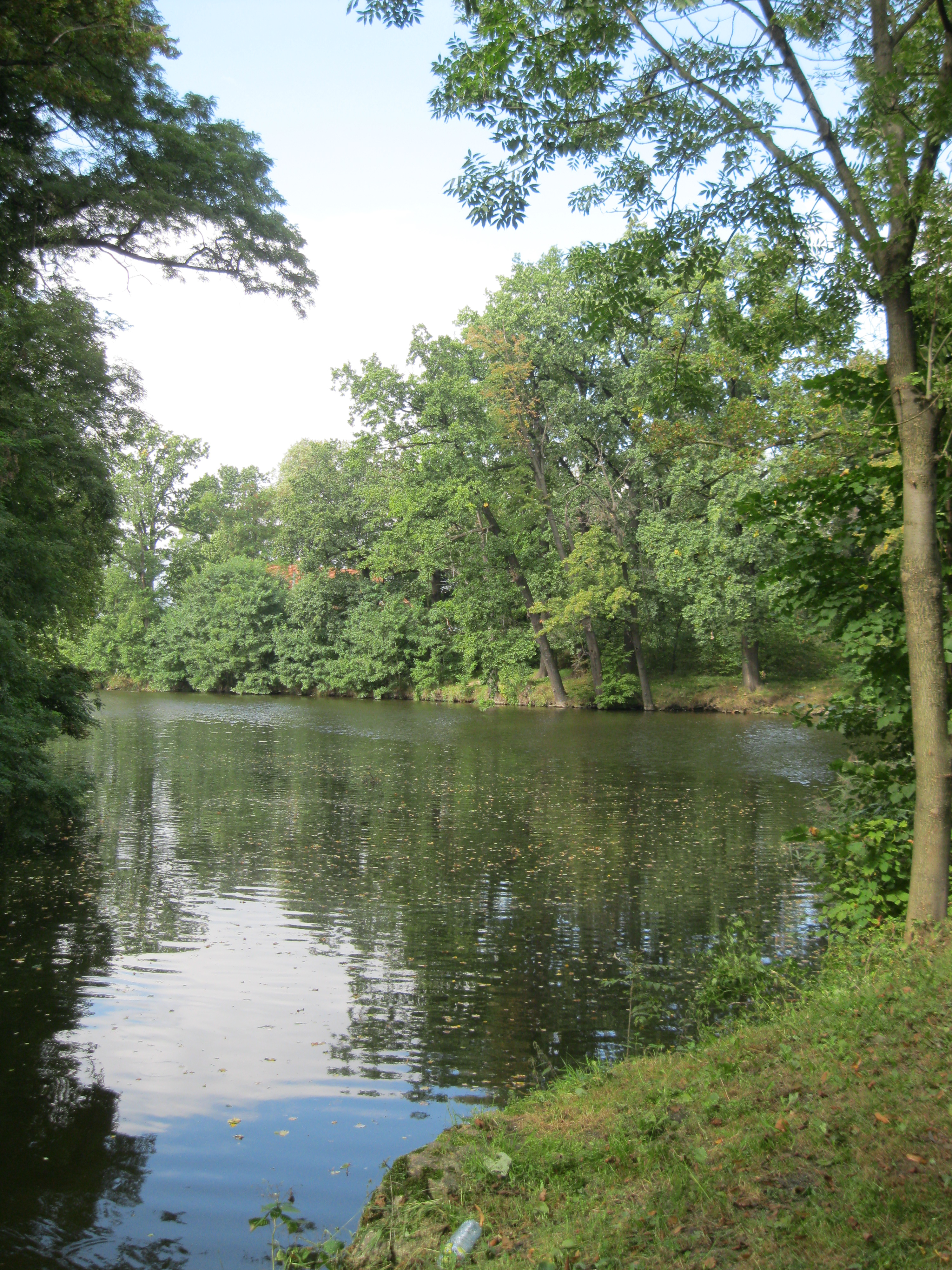
Hào nước